# Vsetínská Bečva
 (janvier 2016).
Si vous disposez d'ouvrages ou d'articles de référence ou si vous connaissez des sites web de qualité traitant du thème abordé ici, merci de compléter l'article en donnant les références utiles à sa vérifiabilité et en les liant à la section « Notes et références ».
La Vsetínská Bečva est une rivière tchèque, affluent en rive gauche de la Bečva, donc un sous-affluent du Danube par la Morava.

## Géographie
Elle prend sa source dans les monts Javorníky et se termine au niveau de la ville de Valašské Meziříčí.